# Podospora australis
Podospora australis är en svampart som först beskrevs av Speg., och fick sitt nu gällande namn av Niessl 1883. Podospora australis ingår i släktet Podospora och familjen Lasiosphaeriaceae.  Arten är reproducerande i Sverige. Inga underarter finns listade i Catalogue of Life.